# Hans-Joachim Weinhold
Hans-Joachim Weinhold (* 31. März 1929 in Schwedt/Oder) ist ein deutscher Maschinenbauer und früherer Politiker, welcher der Fraktion der Freien Deutschen Jugend (FDJ) in der Volkskammer der DDR angehörte.

## Leben
Weinhold war der Sohn eines Arbeiters. Nach dem Besuch der Volksschule nahm er eine Lehre zum Maschinenbauer auf und arbeitete danach in diesem Beruf. Er absolvierte nach dem Zweiten Weltkrieg ein Technikum und wurde 1952 technischer Leiter einer MTS in Crussow.

## Politik
Weinhold wurde nach dem Zweiten Weltkrieg Mitglied der FDJ und in die FDJ-Leitung des Kreises Angermünde im DDR-Bezirk Frankfurt/Oder gewählt.
Für die FDJ kandidierte er 1954 zu den zweiten Volkskammerwahlen und vertrat die FDJ bis 1958 als Abgeordneter in der Volkskammer.

## Auszeichnungen
- zweifacher Aktivist der sozialistischen Arbeit (1950, 1951)
- 1951 Verdienter Aktivist
- Partisan des Friedens